# Anderstorp
Anderstorp – miejscowość (tätort) w Szwecji, w regionie administracyjnym (län) Jönköping, w gminie Gislaved.
Według danych Szwedzkiego Urzędu Statystycznego liczba ludności wyniosła: 5076 (31 grudnia 2015), 5140 (31 grudnia 2018) i 5174 (31 grudnia 2019).